# Ivan Vladislavić
Ivan Vladislavić (Pretoria, 1957) is een Zuid-Afrikaanse schrijver. Hij is van Kroatische afkomst en woont in Johannesburg.
Hij studeerde aan de Universiteit van de Witwatersrand en heeft gewerkt als scenarioschrijver.